# پیر روبی
پیر روبی (فرانسوی: Pierre Ruby‎؛ زادهٔ ۲۰ سپتامبر ۱۹۳۲) دوچرخه‌سوار اهل فرانسه است.
از باشگاه‌هایی که در آن رکاب زده‌است می‌توان به تیم دوچرخه‌سواری پژو اشاره کرد.